# Xa lộ Liên tiểu bang 29
Xa lộ Liên tiểu bang 29 (tiếng Anh: Interstate 29 hay viết tắt là I-29) là một xa lộ liên tiểu bang tại Trung Tây Hoa Kỳ. I-29 chạy từ một điểm giao cắt với Xa lộ Liên tiểu bang 35 và Xa lộ Liên tiểu bang 70 trong thành phố Kansas City, Missouri đến biên giới Canada gần Pembina, North Dakota. Tại nơi đây nó kết nối với Xa lộ Manitoba 75 qua ngã xa lộ ngắn là Xa lộ Manitoba 29.

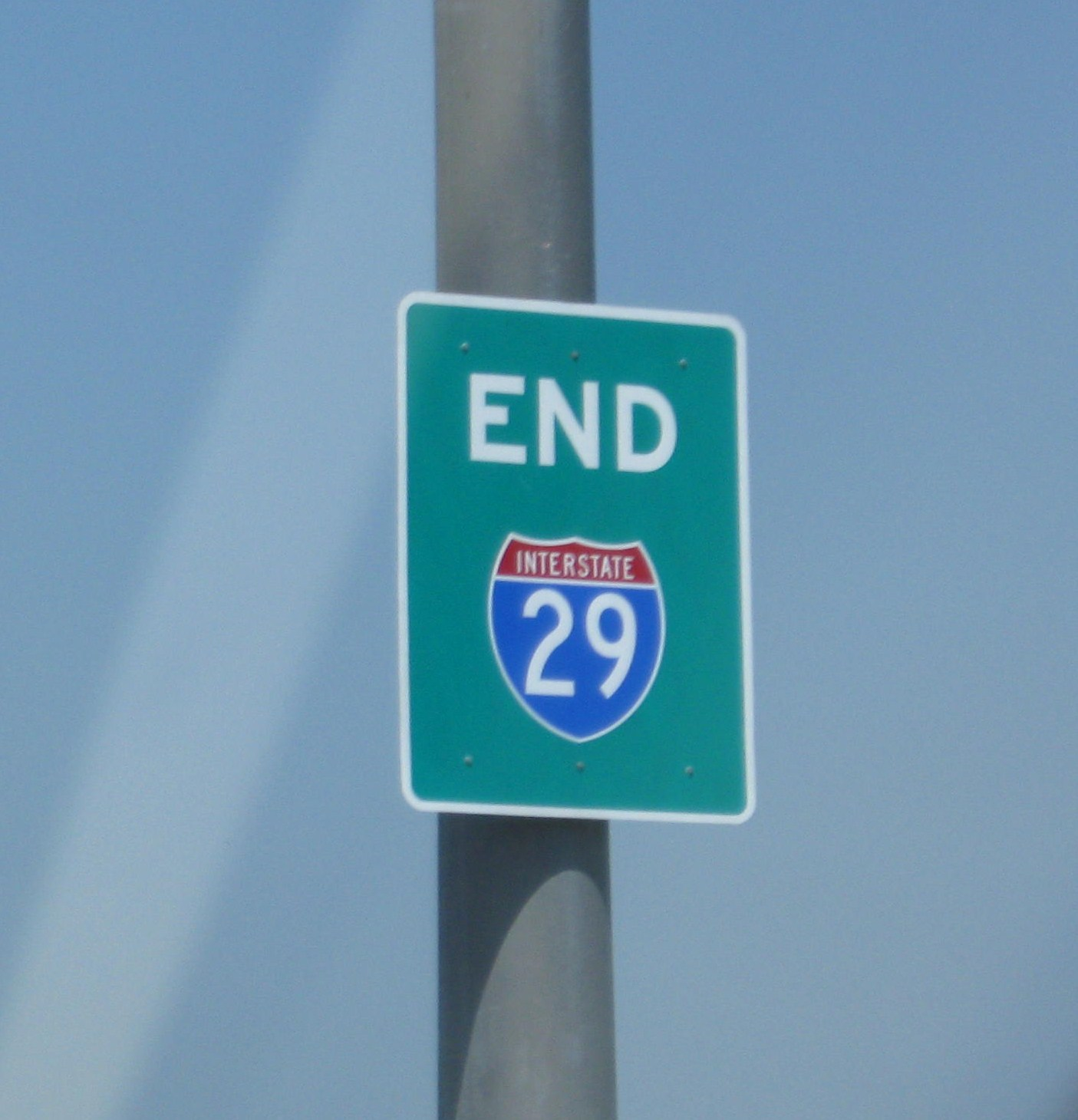
Biển dấu "KẾT THÚC" của Xa lộ Liên tiểu bang 29 tại điểm đầu phía nam của nó trong Thành phố Kansas.

## Mô tả xa lộ
|              | dặm | km    |
| ------------ | --- | ----- |
| Missouri     | 123 | 198   |
| Iowa         | 151 | 244   |
| South Dakota | 252 | 406   |
| North Dakota | 217 | 349   |
| Tổng số      | 743 | 1.197 |

### Missouri
Gần đầu phía nam của nó, I-29 chạy trùng với Xa lộ Liên tiểu bang 35 và Quốc lộ Hoa Kỳ 71. Xa lộ liên tiểu bang tách khỏi Quốc lộ Hoa Kỳ 71 ngay phía bắc St. Joseph và theo một hành lang ít người dọc theo Sông Missouri đến thành phố Council Bluffs.  Trong giai đoạn thiết kế xa lộ, có một lựa chọn là đưa lộ trình của nó xa hơn dọc theo Quốc lộ Hoa Kỳ 71 qua các thị trấn lớn hơn là Maryville, Missouri và Clarinda, Iowa.  Trong thời gian có cơn lụt lớn năm 1993, Sông Missouri làm ngập lụt đoạn này và lưu thông được đổi đường đến Quốc lộ Hoa Kỳ 71 qua Maryville và Clarinda.
Hầu như cả đường của I-29 tại tiểu bang Missouri nằm trong vùng có tên gọi là "Platte Purchase" (có nghĩa vùng đất mua Platte) mà nguyên thủy không phải là một phần đất của tiểu bang Missouri khi tiểu bang này gia nhập liên bang.

### Iowa
Xa lộ Liên tiểu bang 29 bắt đầu tại tiểu bang Iowa gần thành phố Hamburg.  Nó đi theo hướng tây bắc đến nút giao thông lập thể với Xa lộ Iowa 2, rồi đi hướng bắc cho đến Council Bluffs.  Tại Council Bluffs, nó chạy trùng với Xa lộ Liên tiểu bang 80.  Nó uốn lượn lộ trình của nó dọc theo rìa phía tây và phía bắc của Council Bluffs sau khi rời I-80.  Phía bắc Council Bluffs, I-29 chạy trùng với Xa lộ Liên tiểu bang 680 giữa lối ra 61 và 71.  Sau khi Xa lộ Liên tiểu bang 680 tách ra, I-29 tiếp tục hướng tây bắc đến thành phố Sioux City.  Tại Sioux City, Xa lộ Liên tiểu bang 129 tách nhánh từ I-29 để đi về phía tây đến South Sioux City, Nebraska.  Sau khi tiếp tục đi về phố chính của Sioux City theo hướng bắc, I-29 quay hướng tây và đi vào tiểu bang South Dakota.

### South Dakota
Xa lộ Liên tiểu bang 29 đi vào tiểu bang South Dakota tại North Sioux City bằng cầu bắt qua Sông Big Sioux.  Nó chạy hướng tây bắc cho đến nút giao thông lập thể giữa nó và Xa lộ Nam Dakota 50 gần Vermillion là nơi nó quay lên hướng bắc.  Lộ trình của nó đi theo hướng bắc cho đến khi gần đến Sioux Falls.  Tại vùng Sioux Falls, I-29 phục vụ phần phía tây của thành phố Sioux Falls trong khi I-229 tách nhánh ra từ nó và phục vụ phía đông thành phố Sioux Falls.  Tại tây bắc Sioux Falls, I-29 gặp Xa lộ Liên tiểu bang 90.  Sau đó, nó tiếp tục đi hướng bắc qua Brookings và một điểm giao cắt với Quốc lộ Hoa Kỳ 14.  Tại điểm giao cắt với Xa lộ Nam Dakota 28, I-29 quay hướng tây bắc về phía Watertown.  Sau khi qua Watertown, xa lộ tiếp tục đi hướng bắc và qua một điểm giao cắt với Quốc lộ Hoa Kỳ 12 trước khi đi vào tiểu bang North Dakota.

### North Dakota
Xa lộ Liên tiểu bang 29 đi vào North Dakota từ phía nam gần Hankinson.  Tại thành phố Fargo, nó gặp Xa lộ Liên tiểu bang 94 và tiếp tục hướng bắc dọc theo Sông Red về phía Grand Forks.  Tại điểm đầu phía bắc, I-29 đi vào Canada và trở thành Xa lộ Manitoba 29, một xa lộ kết nối ngắn (0,3 dặm) dẫn đến Xa lộ Manitoba 75 để đi đến thành phố Winnipeg của tỉnh bang Manitoba.

## Lịch sử
Đoạn đường từ thành phố Fargo, North Dakota đến biên giới Canada ban đầu được dự định đặt tên là Xa lộ Liên tiểu bang 31 năm 1957 chớ không phải là I-29 như ngày nay.  Ban đầu không có xa lộ cao tốc nào được dự tính xây dựng ở phía nam thành phố Fargo. Tuy nhiên, dần dần có quyết định vào năm 1958 xây xa lộ cao tốc để nối I-29 và I-31 giữa thành phố Sioux Falls và thành phố Fargo. Toàn bộ xa lộ cao tốc này sau đó được hoàn thành và đặt tên là I-29.

## Các xa lộ phụ trợ
- Saint Joseph, Missouri – I-229
- Sioux City, Iowa – I-129
- Sioux Falls, South Dakota – I-229

### Xa lộ thương mại liên tiểu bang
- Xa lộ Thương mại Liên tiểu bang 29 tại Saint Joseph, Missouri